# ديف هال
ديف هال (بالإنجليزية: Dave Hall)‏ هو سياسي أمريكي، ولد في 28 نوفمبر 1960 في ميلزبورغ في الولايات المتحدة. حزبياً، نشط في الحزب الجمهوري. وقد انتخب عضو مجلس نواب أوهايو.